# ناپلئون آزیزیان
ناپلئون سورنی آزیزیان (Նապոլեոն Սուրենի Ազիզյան؛ زادهٔ ۱۷ ژانویهٔ ۱۹۴۶ - درگذشته ۱۳ نوامبر ۲۰۲۰) یک کارآفرین و سیاستمدار اهل ارمنستان بود که از تاریخ ۱۹۹۹ تا تاریخ ۲۰۰۷ سمت نمایندگی دوره‌های دوم و سوم و بار دیگر از تاریخ ۲۰۱۷ تا تاریخ ۲۰۱۸ سمت نمایندگی دوره ششم مجلس ملی جمهوری ارمنستان را برعهده داشت.

## زندگی‌نامه
در ۱۷ ژانویهٔ ۱۹۴۶ در ایروان به دنیا آمد و از دانشگاه دولتی ایروان فارغ‌التحصیل شد.  وی در ۱۳ نوامبر ۲۰۲۰ در سن ۷۴ سالگی درگذشت.